# Girlfriend/Boyfriend
Girlfriend/Boyfriend è un singolo del gruppo musicale statunitense Blackstreet e della cantante statunitense Janet Jackson, pubblicato nel 1998 ed estratto dall'album Finally dei Blackstreet.
La canzone vede anche la partecipazione dei rapper Ja Rule e Eve.

## Tracce
12" Vinile Maxi-Singolo
1. Girlfriend/Boyfriend (LP Version) – 4:05
2. Girlfriend/Boyfriend (Radio Edit) – 3:47
3. Girlfriend/Boyfriend (Instrumental) – 4:05
4. Take Me There (Big Yam Remix) – 3:19
5. Take Me There (LP Version) – 5:01
6. Take Me There (Instrumental) – 5:01

## Video
Il videoclip della canzone è stato diretto da Joseph Kahn.